# 韦莱尼
韦莱尼，是匈牙利巴兰尼亚州所辖的一个村。总面积7.09平方公里，总人口155，人口密度21.9人/平方公里（2011年1月1日）。